# Майдан (Білостоцький повіт)
Майдан (пол. Majdan) — село в Польщі, у гміні Міхалово Білостоцького повіту Підляського воєводства.
Населення — 10 осіб (2011).
У 1975-1998 роках село належало до Білостоцького воєводства.

## Демографія
Демографічна структура станом на 31 березня 2011 року:
|          | Загалом | Допрацездатний вік | Працездатний вік | Постпрацездатний вік |
| -------- | ------- | ------------------ | ---------------- | -------------------- |
| Чоловіки | 6       | 0                  | 1                | 5                    |
| Жінки    | 4       | 0                  | 1                | 3                    |
| Разом    | 10      | 0                  | 2                | 8                    |